# 2563
2563 рік християнської ери, передує 2564 року і йде після 2562 року.

## Очікувані події
2563 рік з дня народження Ісуса Христа.

## Вигадані події
У цьому році відбуваються основні події фільму Аліта: Бойовий ангел.